# Vincent Tulli
Vincent Tulli (Parigi, 5 febbraio 1966) è un ingegnere del suono e attore francese.

## Filmografia

### Ingegnere del suono

#### Cinema
- Fierrot le pou, regia di Mathieu Kassovitz - cortometraggio (1990)
- Le trou de la corneille, regia di François Hanss - cortometraggio (1991)
- L'odio (La haine), regia di Mathieu Kassovitz (1995)
- L'appartamento (L'appartement), regia di Gilles Mimouni (1996)
- Assassin(s), regia di Mathieu Kassovitz (1997)
- Une femme très très très amoureuse, regia di Ariel Zeitoun (1997)
- XXL, regia di Ariel Zeitoun (1997)
- Taxxi (Taxi), regia di Gérard Pirès (1998)
- Charité Biz'ness, regia di Thierry Barthes e Pierre Jamin (1998)
- Giovanna d'Arco (Joan of Arc), regia di Luc Besson (1999)
- I fiumi di porpora (Les rivières pourpres), regia di Mathieu Kassovitz (2000)
- Kiss of the Dragon, regia di Chris Nahon (2001)
- The Transporter, regia di Louis Leterrier e Corey Yuen (2002)
- Ong-Bak - Nato per combattere (Ong-bak), regia di Prachya Pinkaew (2003)
- Taxxi 3 (Taxi 3), regia di Gérard Krawczyk (2003)
- Silver moumoute, regia di Christophe Campos - cortometraggio (2003)
- Cheeky, regia di David Thewlis (2003)
- Comme tu es, regia di Véronique Séret - cortometraggio (2003)
- Yes, regia di Sally Potter (2004)
- Danny the Dog (Unleashed), regia di Louis Leterrier (2005)
- La vie est à nous!, regia di Gérard Krawczyk (2005)
- Paris, je t'aime, regia collettiva (2006)
- No Body Is Perfect, regia di Raphaël Sibilla (2006)
- Sur ma ligne, regia di Rachid Djaidani (2007)
- La Nuit des horloges, regia di Jean Rollin (2007)
- L'Auberge rouge, regia di Gérard Krawczyk (2007)
- 8, regia collettiva (2008) - (segmento "The story of Panshin Beka")
- Rage, regia di Sally Potter (2009)
- Coco Chanel & Igor Stravinsky, regia di Jan Kounen (2009)

#### Televisione
- L'Oeil du cyclone – documentario TV, episodi 1x1 (1991)
- Combats de femme – serie TV, 2 episodi (1995)

## Riconoscimenti
- 1995 – Premio César
  - Candidatura al Premio César per il miglior sonoro per L'odio
- 1999 – Premio César
  - Premio César per il miglior sonoro per Taxxi
- 2000 – Premio César
  - Premio César per il miglior sonoro per Giovanna d'Arco
- 2001 – Premio César
  - Candidatura al Premio César per il miglior sonoro per I fiumi di porpora
- 2000 – Golden Reel Award
  - Miglior montaggio del suono di film straniero per Giovanna d'Arco